# Krasová
Krasová (in tedesco Rogendorf) è un comune della Repubblica Ceca facente parte del distretto di Blansko, in Moravia Meridionale.